# Heiner Friedrich
Heiner Friedrich (* 14. April 1938 in Stettin) ist ein deutscher Kunsthändler, Galerist und Museumsgründer. Er war Initiator der Dia Art Foundation.

## Werdegang
Heiner Friedrich wurde als Sohn des Metallwarenfabrikanten Harald Friedrich geboren. Er wuchs zuerst in Berlin, anschließend in der Beschaulichkeit des oberbayrischen Kirchberg auf. Zuerst interessierte er sich für Literatur. Er lernte durch seine erste Frau Six Friedrich 1962 den gleichaltrigen Franz Dahlem kennen, der ihn für die zeitgenössische Kunst begeisterte. Am 23. Juli 1963 eröffnete er mit  Dahlem und seiner Frau Six in München die Galerie Friedrich & Dahlem. In Ausstellungen zeigt er die zu dieser Zeit unbekannten Minimal-, Land-Art- und Konzeptkünstler Carl Andre, Joseph Beuys, Walter De Maria, Dan Flavin. Michael Heizer, Donald Judd, Sigmar Polke, Gerhard Richter, Cy Twombly und Andy Warhol.

## München
In ihren Räumen in der Maximilianstraße 15, dann auch in einer neu gegründeten Filiale in Köln, präsentieren Heiner Friedrich und Franz Dahlem einem erstaunten Publikum – erstmals in Deutschland – einen Earth Room, einen Galerieraum, den Walter De Maria mit 50 m³ Erde angefüllt hatte (1968). Erstmals waren bei Friedrich & Dahlem 1964 die skripturalen „Kritzelzeichnungen“ Twomblys und die aus handelsüblichen Neonröhren entstehende Lichtkunst von Dan Flavin zu sehen (1968).  Im Juli 1964 fand eine Ausstellung mit vierzehn Bildern von Gerhard Richter statt. Die aus verbogenen, lackierten Autoblechteilen geformten Schrottskulpturen von John Chamberlain, heute im Bestand vieler Museen, wurden in Deutschland erstmals von den beiden Galeristen gezeigt. Die aus rostigen, quadratischen oder rechteckigen Stahlplatten in serieller Reihung zu Quadraten oder Reihen ausgelegten Bodenskulpturen Carl Andres sind heute im Bestand des Museums für Moderne Kunst in Frankfurt am Main. „Baselitz, Polke und Palermo, damals noch unbekannt und praktisch unverkäuflich, zählten ebenfalls fest zum Galerieprogramm […]“ Das Frankfurter MMK erwarb aus der Sammlung Ströher ebenfalls eine der wichtigsten Werkgruppen von Palermo.
1966 schied Dahlem aus der gemeinsamen Galerie aus und beriet den Darmstädter Kunstsammler Karl Ströher, doch arbeiten die beiden Freunde weiterhin eng zusammen. Die Galeristen konnten Ströher für die Arbeiten von Joseph Beuys interessieren und stellten den ersten Kontakt zwischen Ströher und Beuys her. Durch Dahlems Beharrlichkeit und Friedrichs Draufgängertum wurden für die Sammlung Ströher fast alle in der Beuys-Ausstellung 1967 im Museum Mönchengladbach gezeigten Arbeiten erworben oder durch Beuys als Zugabe geschenkt, wodurch der Darmstädter Block Beuys (heute: Hessisches Landesmuseum Darmstadt) entstand. 1969 überzeugten sie Franz Meyer, den Block Beuys unter dem Titel  Werke aus der Sammlung Ströher im Kunstmuseum Basel auszustellen.
Dahlem und Friedrich waren die Initiatoren bei einer weiteren Gross Acquisition Ströhers: Anfang der 1960er Jahre legte sich der New Yorker Immobilienmakler Leon Kraushaar aus Lawrence, Long Island, eine umfangreiche Pop-Sammlung zu. Nach seinem Tod im September 1967 beschloss Kraushaars Witwe, die inzwischen erheblich im Wert gestiegene Sammlung mit über 160 Objekten komplett zum Verkauf anzubieten. Die beiden Münchner Galeristen flogen mit Ströher nach New York und machten den Erwerb perfekt. Die Sammlung umfasste sechs Bilder von Roy Lichtenstein, 21 Objekte von Claes Oldenburg, sechs Bilder und Objekte von Andy Warhol, 15 Bilder von James Rosenquist, 7 Bilder von Tom Wesselmann und weitere Arbeiten anderer amerikanischer Künstler, unter anderen von Jasper Johns und Walter De Maria.  Dieser Teil der Ströher-Sammlung befindet sich heute im Museum für Moderne Kunst in Frankfurt.
1969 konnte Friedrich eine Ausstellung seines Hauskünstlers Franz Erhard Walther unter dem Titel Tagebuch im Museum of Modern Art, New York platzieren.
Einen Vorschlag Friedrichs, im Rahmen des Kunstprogramms zu den Olympischen Spielen 1972 einen Vertikalen Erdkilometer von Walter De Maria zu installieren, wurde von der Münchner Stadtverwaltung abgelehnt. Die fruchtlosen Auseinandersetzungen mit den Behörden und die Erschöpfung, die sich durch den sich im monatlichen Rhythmus wiederholenden Ausstellungsbetrieb einstellte, ließen Friedrich alle Verbindungen und Verpflichtungen zu München auflösen. Kurz nach dem Scheitern der De-Maria-Installation flog er nach New York und ließ sich dort nieder. Das Projekt des Vertikalen Erdkilometers wurde erst 1977 auf der Documenta 6 verwirklicht.

## New York
Im selben Jahr eröffnete er in New York City, 141 Wooster Street in SoHo die Galerie Heiner Friedrich neu und blieb auch seinen Künstlern treu. Die erste Ausstellung war wieder Walther De Maria und dem Earth Room gewidmet, der sich  als feste Installation unter dem Titel The New Yorker Earth Room seit 1977 in den Räumen befindet. Er wollte ”[…] dem hochtourig laufenden Ausstellungsbetrieb, in dem eine Schau die nächste jagte, […] etwas Bleibendes entgegensetzen.”
1974 gründete Friedrich mit der Kunsthistorikerin Helen Winkler und seiner späteren Frau Philippa de Menil (* 1947 in Houston), in New York die Dia Art Foundation, ein Projekt, das Friedrichs Konzeption dauerhaft sichern, die Künstler seines Kreises mäzenatisch unterstützen, Werke sammeln und Ausstellungen veranstalten sollte. Philippa de Menil war die Tochter und jüngstes Kind des texanischen Kunstsammlerpaares John und Dominique de Ménil, die mit den Aktien des Ölunternehmens Schlumberger Ltd. Milliardäre geworden waren. Philippa war die Tante des früh verstorbenen Künstlers Dash Snow.
Mit Friedrichs Ideen und Verbindungen und dem nie versiegenden Geld der De Menils entwickelte sich die Institution rasch zu einem New Yorker Großbetrieb im Kunstgeschäft. Gefördert wurden, neben dem Aufbau der Sammlung und den Ausstellungen, vor allem Projekte, „die wegen ihres Charakters oder ihrer Größe“ nach kommerziellen Gesichtspunkten nicht zu verwirklichen waren.
Für Walter De Maria wurde ein 75 Quadratkilometer großes Gelände bei Quemado in New Mexico gekauft, um seine Installation Lightning Field mit 400 Edelstahlstäben zu errichten. Der minimalistische Musiker und Komponist La Monte Young konnte in New York in einem Gebäude seine Klang-Architektur Dream House aufbauen. Als größte Projekte finanzierte die Dia Art seit 1977 Donald Judds Museum of the Pecos, zu dem, neben mehreren Gebäuden in Marfa, Texas, 140 Hektar Weideland gekauft wurden, sowie  James Turrells Land Art- und Lichtprojekt Roden Crater in  Flagstaff,  Arizona, wo ein 4,8 km² großes Gelände mit einem Krater erworben wurde.
1984 kam die Dia Art wegen des Kursverfalls der Schlumberger-Aktien in finanzielle Bedrängnis, Häuser und Bilder der Sammlung wurden verkauft, Unterstützungen und Projekte eingestellt. Die Künstler fühlten sich hintergangen, Judd drohte mit einer Klage. Heiner und Philippa Friedrich verloren ihre Position in der Geschäftsführung.

## DASMAXIMUM KunstGegenwart
Auf einem Innenstadtgelände im bayrischen Traunreut stiftete Friedrich 2011 mit DASMAXIMUM KunstGegenwart ein öffentliches Kunstmuseum und baute dafür die zuvor industriell genutzten Produktionshallen auf gut 4000 m² in ein Tageslicht-Museum um. In den ehemaligen Werkhallen der heutigen Firma Alzmetall Werkzeugmaschinenfabrik und Gießerei Friedrich GmbH & Co. KG wurde in den 1950er Jahren vom Firmengründer Harald Friedrich der Kleinwagen Spatz hergestellt. Gezeigt werden hier von Heiner Friedrich fünf deutsche und vier amerikanische Künstler, die bis heute auf entscheidende Weise so unterschiedliche Strömungen wie Pop Art, Minimalismus, Konzeptkunst, Land Art und neue expressive Figuration prägen. Gezeigt werden Werke von Georg Baselitz, John Chamberlain, Dan Flavin, Imi Knoebel, Walter de Maria, Uwe Lausen, Andy Warhol, Blinky Palermo und der deutschen Malerin Maria Zerres. Sie gehören zu den engsten Weggefährten von Heiner Friedrich, der seit seinen Anfängen als Galerist in München, Köln und New York die Durchführung dauerhafter Präsentationen von Kunst zu seinem Leitmotiv machte.
Die Künstler sind vertreten mit großformatigen Werkserien, wobei Werke amerikanischer Künstler einen besonderen Schwerpunkt setzen. So gibt es mehr als 20 Bilder von Andy Warhol, jeweils eigene Hallen für die Skulpturen von John Chamberlain und Walter de Maria sowie ein altes Schulhaus, in dem die Lichtinstallation aller „European Couples“ von Dan Flavin die Verbindung der amerikanischen und deutschen Kunst seit den 1960er Jahren vor Augen führt. Friedrichs Kollege Franz Dahlem ist beratend tätig.

## Auszeichnungen
- 2018: Kulturpreis der Stadt Traunreut
- 2019: Bundesverdienstkreuz am Bande
- 2021: RINASCIMENTO+, Museo Novecento, Florenz

## Editionen
- Georg Baselitz: Eine Woche. Mappe mit sieben Kaltnadelradierungen. Auflage 52 Exemplare, 1972.